# Bruno Fechner
Bruno Fechner (ur. 2 marca 1987 w Bottrop) – niemiecki kierowca wyścigowy.

## Kariera
Fechner rozpoczął karierę w wyścigach samochodowych w roku 2003, od startów w Formule König. Z dorobkiem 212 punktów uplasował się na piątej pozycji w klasyfikacji generalnej. W późniejszych latach startował także w Niemieckiej Formule Renault, Europejskim Pucharze Formuły Renault 2000, Trofeum Formuły 3 Euro Series oraz w 24H Series Toyo Tires.

## Statystyki
| Sezon | Seria                                  | Zespół                   | Wyścigi | Zwycięstwa | PP | NO | Podium | Punkty | Pozycja |
| ----- | -------------------------------------- | ------------------------ | ------- | ---------- | -- | -- | ------ | ------ | ------- |
| 2003  | Formuła König                          |                          | 14      | 1          | 1  | 0  | 5      | 212    | 5       |
| 2004  | Niemiecka Formuła Renault              |                          | 13      | 0          | 0  | 0  | 0      | 105    | 11      |
| 2004  | Europejski Puchar Formuły Renault 2000 | Kern Motorsport          | 4       | 0          | 0  | 0  | 0      | 8      | 26      |
| 2005  | Niemiecka Formuła Renault              | Kern Motorsport          | 16      | 1          | 0  | 1  | 5      | 237    | 4       |
| 2006  | Trofeum Formuły 3 Euro Series          | SMS Seyffarth Motorsport | 4       | 2          | 2  |    | 3      | 25     | 4       |
| 2006  | Europejski Puchar Formuły Renault 2.0  | SL Formula Racing        | 2       | 0          | 0  | 0  | 0      | 0      | NS      |
| 2008  | 24h Nürburgring - SP3T                 | Helmut Dutz              | 1       | 0          | 0  | 0  | 0      | N/A    | NS      |
| 2008  | Toyo Tires 24H Series-A6               | CC Car Collection GmbH   | 1       | 0          | 0  | 0  | 0      | 18     | 10      |
| 2008  | 24H Series Toyo Tires                  | CC Car Collection GmbH   |         | 0          | 0  | 0  | 0      | 18     | 92      |